# Латакия
Латаки́я (араб. اللاذقية‎, Эль-Ладикия; греч. Λαοδίκεια ἡ Πάραλος, тур. Lazkiye, лат. Laodicea ad Mare) — город и  главный порт Сирии на Средиземном море. Административный центр мухафазы Латакия. Население — 554 000 человек. 

## Климат
| Показатель                                        | Янв. | Фев. | Март | Апр. | Май  | Июнь | Июль | Авг. | Сен. | Окт. | Нояб. | Дек. | Год  |
| ------------------------------------------------- | ---- | ---- | ---- | ---- | ---- | ---- | ---- | ---- | ---- | ---- | ----- | ---- | ---- |
| Средний максимум, °C                              | 15,6 | 16,3 | 18,4 | 21,5 | 24,2 | 26,8 | 28,9 | 29,7 | 29,0 | 26,8 | 22,1  | 17,3 | 23,0 |
| Средняя температура, °C                           | 12,0 | 12,7 | 14,7 | 17,8 | 20,7 | 23,9 | 26,5 | 27,1 | 25,6 | 22,6 | 17,9  | 13,7 | 19,6 |
| Средний минимум, °C                               | 8,4  | 9,0  | 10,9 | 14,0 | 17,1 | 20,9 | 24,0 | 24,5 | 22,1 | 18,4 | 13,7  | 10,0 | 16,0 |
| Норма осадков, мм                                 | 162  | 99   | 90   | 44   | 21   | 4    | 0    | 4    | 7    | 67   | 95    | 160  | 753  |
| Источник: World Weather, Гонконгская обсерватория |      |      |      |      |      |      |      |      |      |      |       |      |      |

## История
Известен со времён финикийцев (под названием Рамита). Позднее на его месте существовал греческий город Левке Акта (др.-греч. Λευκὴ Ἀκτή «Белый берег»). Селевк I Никатор основал город заново и назвал его Лаодикея (Λαοδίκεια), в честь своей матери. Для различения с другими Лаодикеями город также называли Лаодикея Приморская (греч. Λαοδίκεια ἡ Πάραλος, лат. Laodicea ad Mare) или Лаодикея Сирийская. Город разрушался землетрясениями в 494 и 555 годах.
Захвачен арабами в 638 году.
В 1097 году захвачен крестоносцами.
В 1188 году отвоёван назад Саладином.
С XVI века до Первой мировой войны — в составе Османской империи. В период османского господства город населяли преимущественно алавиты, тем не менее среди жителей было достаточное число мусульман и христиан.
После свержения короля Фейсала власть перешла к французам, которые предоставили городу автономию. С 1930 по 1936 — столица санджака Латакия — номинально автономного государства, управляемого Францией при мандате Лиги Наций.
С 1936 года в составе Сирии.
В августе 2011 года в городе произошли военные столкновения между правительственными войсками и сирийской оппозицией.

## Культура
От античного периода в городе сохранились тетрапилон и остатки колоннады, среди памятников более позднего времени — несколько христианских храмов V—VI веков и мечетей XIV—XVIII веков.
Развалины древнего города Угарит, где были найдены древнейшие алфавитные письмена, находятся в 16 км к северу. В самом городе имеется небольшой музей (работает в первой половине дня, выходной — вторник).

## Туризм и отдых
В районе Латакии имеется ряд морских пляжей, в том числе морской курорт Шатт аль-Азрак — «Лазурный берег». Купальный сезон на неглубоких[уточнить] водах и песчаных пляжах длится с мая по ноябрь.

## Население
В Латакии проживает наибольшее число алавитов во всей Сирии. Известные уроженцы Латакии — Хафез аль-Асад, Ханна Мина, Изз ад-Дин аль-Кассам.
Латакия также является столицей одноимённой мухафазы.
До 1991 года здесь располагалась база Средиземноморской эскадры ВМФ СССР.
С 2015 года на базе аэродрома Хмеймим располагается база ВВС России.

## Транспорт
В 25 км от города расположен аэропорт Латакия.
Внутригородской общественный транспорт включает в себя только автобусы и такси.

## Города-побратимы
- / Ялта, Россия/Украина
- Римини, Италия